# Световно клубно първенство по футбол 2019
Световното клубно първенство по футбол 2019 е футболен турнир, който се провежда през декември 2019 г. в Катар. Това е 16-ото издание на Световното клубно първенство на ФИФА – турнир, организиран от ФИФА между победителите в клубните турнири на всяка от 6-те конфедерации и шампиона на страната домакин. Седемте отбора изиграват 8 мача от 11 до 21.XII.2019 г.

## Първи етап

### Квалификация
11.XII, 19,30 ч., стадион Джасим Бин Хамад (Доха), 7047 зрителиː 
Ал Сад – Йенген 3 – 1 след прод. (1 – 1)

### Четвъртфинали
14.XII, 16,00 ч., стадион Джасим Бин Хамад (Доха), 7726 зрителиː 
Ал-Хилал – Есперанс (Тунис) 1 – 0
14.XII, 19,30 ч., стадион Джасим Бин Хамад (Доха), 4878 зрителиː 
Монтерей – Ал Сад 3 – 2
Ливърпул и Фламенго се класират без игра.

### Мач за V място
17.ХII.2019, 16,30 ч., стадион Джасим Бин Хамад (Доха), 15 037 зрителиː 
Есперанс – Ал Сад 6 – 2

## Втори етап

### Полуфинали
| 17.ХII.2019 19:30 |

| Фламенго                                                         | 3 – 1  | Ал Хилал          |
| ---------------------------------------------------------------- | ------ | ----------------- |
| 49' Дж. Де Араскаета 78' Бруно Енрике 82' А. Албулаихи (автогол) | Доклад | 35' С. Ал Даусари |

| Международен стадион Халифа, Доха 21 588 зрители Съдия: И. Елфат |

| 18.ХII.2019 19:30 |

| Монтерей     | 1 – 2  | Ливърпул                   |
| ------------ | ------ | -------------------------- |
| 14' Р. Фунес | Доклад | 12' Н. Кейта 90+1' Фирмино |

| Международен стадион Халифа, Доха 45 416 зрители Съдия: Р. Тобар Варгас |

### Мач за III място
| 21.ХII.2019 16:30 |

| Монтерей                    | 2 – 2  | Ал Хилал                    |
| --------------------------- | ------ | --------------------------- |
| 55' А. Гонсалес 60' М. Меса | Доклад | 35' К. Едуардо 66' Б. Гомис |

| Международен стадион Халифа, Доха 19 318 зрители Съдия: О. Хацеган |

|                                                                | Дузпи |                                                 |
| Х. Гонсалес Дж. Медина Р. Фунес Й. Ф. Васкес Ибара Л. Карденас | 4 – 3 | Б. Гомис С. Джовинко К. Едуардо Х. Джан М. Кано |

### Финал
| 21.ХII.2019 19:30 |

| Ливърпул            | 1 – 0 след прод. | Фламенго |
| ------------------- | ---------------- | -------- |
| 99' Роберто Фирмино | Доклад           |          |

| Международен стадион Халифа, Доха 45 416 зрители Съдия: А. Ал Ясим |

## Препратки
- Емблема на турнира